# Comarostaphylis mucronata
Comarostaphylis mucronata är en ljungväxtart som beskrevs av Johann Friedrich Klotzsch. Comarostaphylis mucronata ingår i släktet Comarostaphylis, och familjen ljungväxter. Inga underarter finns listade i Catalogue of Life.